# Kenan Thompson

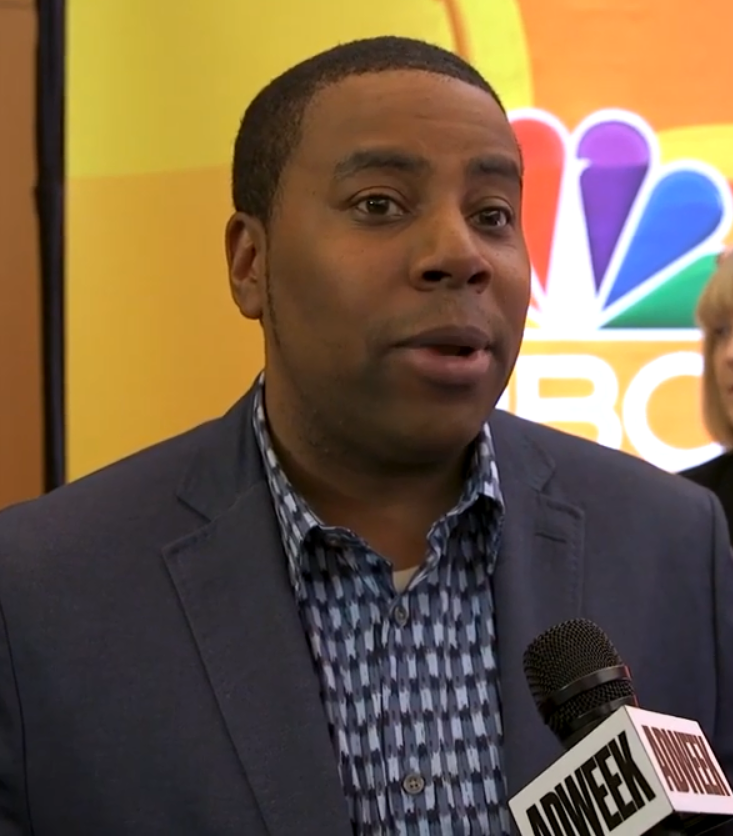
Kenan Thompson (2019)

Kenan Thompson (* 10. Mai 1978 in Atlanta, Georgia) ist ein US-amerikanischer Schauspieler und Comedian.

## Leben
Kenan Thompson wurde in Atlanta geboren und wuchs dort auf. Er ist der Sohn von Fletcher und Elizabeth Ann Thompson. Thompson hat zudem zwei Geschwister. Er begann mit der Schauspielerei im Alter von fünf Jahren. Eine seiner ersten Rollen war als Kinderreporter für CNN in der Sendung Real News for Kids. Im Alter von 16 Jahren begann er seine ersten Dreharbeiten zu dem Film Mighty Ducks II – Das Superteam kehrt zurück. Bekannt wurde er durch die Comedyserie All That und dem Spin-off Kenan & Kel. Kenan Thompson spielte auch in vielen anderen Filmen mit, wie z. B. Lügen haben kurze Beine, Fat Albert und Snakes on a Plane.
Kenan Thompson ist seit dem Jahr 2003 Mitglied bei Saturday Night Live.

## Filmografie

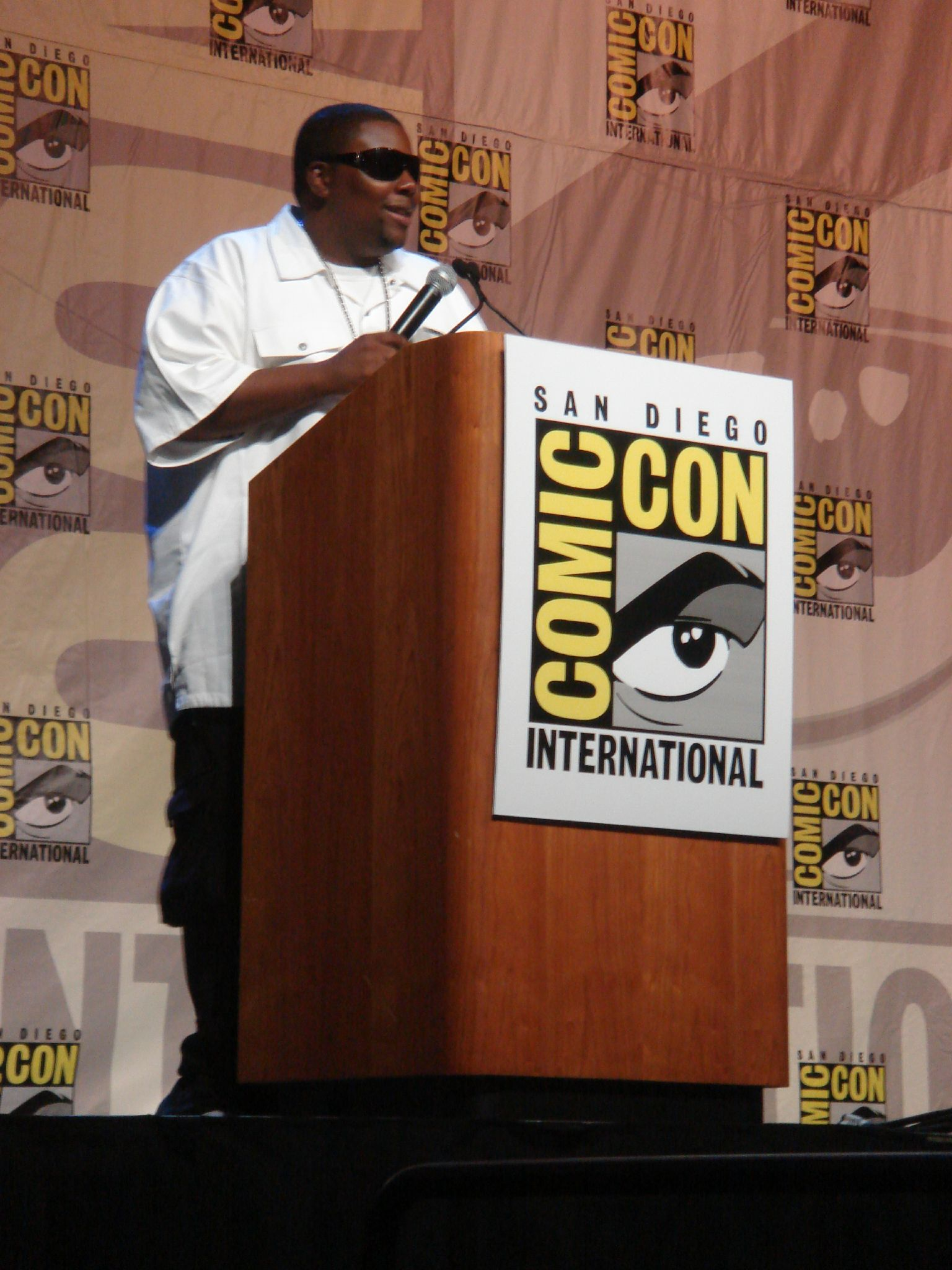
Thompson bei der Comic-Con (2006)

### Filme
- 1994: Mighty Ducks II – Das Superteam kehrt zurück (D2: The Mighty Ducks)
- 1995: Pfundskerle (Heavyweights)
- 1996: Mighty Ducks 3 – Jetzt mischen sie die Highschool auf (D3: The Mighty Ducks)
- 1997: Good Burger – Die total verrückte Burger-Bude (Good Burger)
- 1999: Cousin Skeeter (Fernsehserie)
- 2000: Die Abenteuer von Rocky & Bullwinkle (The Adventures of Rocky & Bullwinkle)
- 2000: Kenan & Kel: Two Heads Are Better Than None (Fernsehfilm)
- 2002: Lügen haben kurze Beine (Big Fat Liar)
- 2002: Meister der Verwandlung (The Master of Disguise)
- 2003: Love Don’t Cost a Thing
- 2003: Partyalarm – Finger weg von meiner Tochter (My Boss’s Daughter)
- 2004: Barbershop 2 (Barbershop 2: Back in Business)
- 2004: Fat Albert
- 2006: Snakes on a Plane
- 2008: Space Chimps – Affen im All (Space Chimps, Stimme)
- 2008: Wieners
- 2009: Mega Monster Movie (Stan Helsing)
- 2011: Die Schlümpfe (The Smurfs, Stimme)
- 2011: iCarly: Party mit Victorious (iCarly: iParty with Victorious, Fernsehfilm)
- 2012: The Magic of Belle Isle – Ein verzauberter Sommer (The Magic of Belle Isle)
- 2013: Die Schlümpfe 2 (The Smurfs 2, Stimme)
- 2014: They Came Together
- 2014: Die Sex-Wette (The Opposite Sex)
- 2016: Rock Dog (Stimme)
- 2016: Brother Nature
- 2017: Abgang mit Stil (Going in Style)
- 2018: Der Grinch (The Grinch, Stimme)
- 2019: Playmobil – Der Film (Playmobil: The Movie, Stimme)
- 2020: Trolls World Tour (Stimme)
- 2020: Hubie Halloween
- 2021: Clifford der große rote Hund (Clifford the Big Red Dog)
- 2021: Nicht schon wieder allein zu Haus (Home Sweet Home Alone)
- 2021: Bless the Harts  (Fernsehserie, Stimme)
- 2023: Trolls – Gemeinsam Stark (Trolls Band Together, Stimme)

### Fernsehserien
- 1994–2000: All That (50 Folgen)

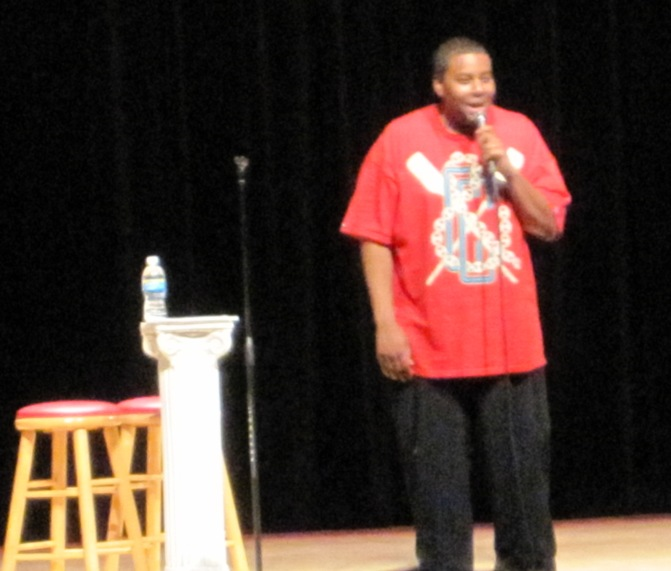
Thompson bei einem Auftritt an der University of Mary Washington

- 1996–1998: The Steve Harvey Show (4 Folgen)
- 1996–2000: Kenan & Kel (62 Folgen)
- 1997: Sister, Sister (Folge 4x20)
- 1999: The Amanda Show (Folge 1x01)
- 1999: Oh Yeah! Cartoons (3 Folgen)
- 2001: Felicity (4 Folgen)
- 2003: Die Parkers (The Parkers, Folge 1x16)
- 2003: Clifford, der große rote Hund (Clifford the Big Red Dog, Folge 2x22, Stimme)
- seit 2003: Saturday Night Live
- 2007: Crank Yankers – Falsch verbunden! (Crank Yankers, Folge 4x01)
- 2008: Mighty B! Hier kommt Bessie (The Mighty B!, 3 Folgen, Stimme)
- 2009: Sit Down, Shut Up (13 Folgen, Stimme)
- 2009: Psych (Folge 4x07)
- 2013: Marla spricht! (Martha Speaks, Folge 5x05, Stimme)
- 2013–2015: The Awesomes (30 Folgen, Stimme)
- 2015–2018: Nature Cat (8 Folgen, Stimme)
- 2016–2017: Unbreakable Kimmy Schmidt (2 Folgen)
- 2016: Maya & Marty (6 Folgen)
- 2019: The Masked Singer (Gastjuror, 2 Folgen)
- 2022: Archer (Fernsehserie, Stimme, 1 Folge)
- 2023: Chucky (Fernsehserie, 1 Folge)

## Auszeichnungen und Nominierungen
Emmy
- 2018: Nominierung als bester Nebendarsteller in einer Comedyserie für Saturday Night Live